# 아나 키젠호퍼
아나 키젠호퍼(독일어: Anna Kiesenhofer, 1991년 2월 14일~)는 오스트리아의 사이클 선수, 수학자이다. 현재 스위스의 이스라엘 프리미어 테크 롤랜드 선수로 뛰고 있으며 로잔 연방 공과대학교 소속 연구원으로 활동하고 있다.
빈 공과대학교에서 수학을 전공한 후 케임브리지 대학교 임마누엘 칼리지와 카탈루냐 공과대학교에서 각각 석사와 박사 학위를 취득했다. 2021년 도쿄에서 열린 2020년 하계 올림픽 여자 개인 도로에서 금메달을 획득하면서 국제적인 명성을 얻었다. 이 대회 우승으로 오스트리아는 사이클 종목에서 1896년 대회 이후 첫 금메달과 2004년 대회 이후 첫 하계 올림픽 금메달이라는 성과를 얻었다.